# Alliance pour la souveraineté
L'Alliance pour la souveraineté (arabe : تحالف السيادة) est une coalition politique irakienne sunnite formée le 25 janvier 2022, composés des partis centristes et attrape-tout sunnites du Parti du progrès et de l'Alliance Azem, l'alliance est dirigée par Khamis al-Khanjar (ar) et le président du Conseil des représentants Mohamed Al-Halbousi (en).

## Historique
Le 25 janvier 2022, la fondation de l'Alliance pour la souveraineté est annoncée par Khamis al-Khanjar (ar), le dirigeant de la nouvelle alliance, celui-ci annonçant dans un communiqué la création d'une « alliance politique globale visant à consolider la souveraineté de l'Irak et à assurer la construction d'un véritable État citoyen ».  
Au sein du Conseil des représentants, le dirigeant de la coalition des deux groupes parlementaires est le cheikh Shalan Abdul-Jabbar Al-Karim (ar).